# Arcidiocesi di Gorizia

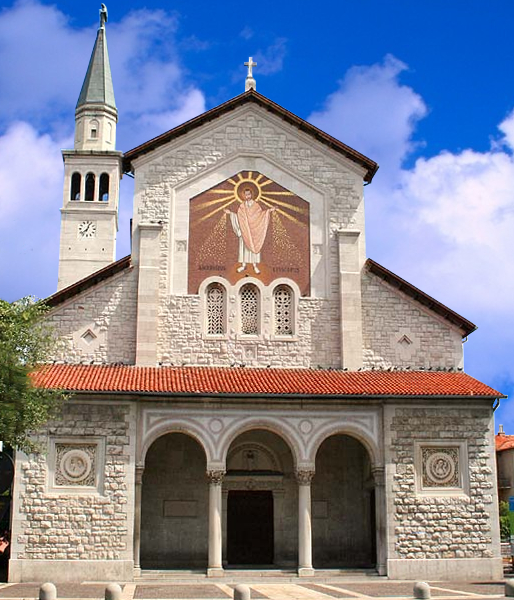
La basilica minore di Sant'Ambrogio a Monfalcone.

L'arcidiocesi di Gorizia (in latino Archidioecesis Goritiensis) è una sede metropolitana della Chiesa cattolica in Italia appartenente alla regione ecclesiastica Triveneto. Nel 2023 contava 167.725 battezzati su 182.029 abitanti. È retta dall'arcivescovo Carlo Roberto Maria Redaelli.

## Territorio
La diocesi comprende l'ex provincia di Gorizia, più 12 comuni della Bassa friulana orientale, che fino al 1926 facevano parte della provincia di Gorizia e furono poi inclusi nella provincia di Udine, e 2 comuni dell'ex provincia di Trieste, anch'essi facenti parte della provincia di Gorizia fino al 1923.
Sede arcivescovile è la città di Gorizia, dove si trova la cattedrale dei Santi Ilario e Taziano. Nel territorio sorgono, inoltre, tre ex cattedrali: la basilica di Santa Maria Assunta, sede del patriarcato di Aquileia; la basilica di Sant'Eufemia, sede del patriarcato di Grado; e il duomo dei Santi Pietro e Paolo, cattedrale della soppressa diocesi di Gradisca. A Monfalcone si trova la basilica minore di Sant'Ambrogio.

### Parrocchie e decanati
Il territorio si estende su una superficie di 1.030 km² ed è suddiviso in 90 parrocchie appartenenti a 5 decanati: Aquileia-Cervignano del Friuli-Visco, Gorizia, Gradisca d'Isonzo-Cormons, Monfalcone-Ronchi dei Legionari-Duino, Sant'Andrea.

### Provincia ecclesiastica
La provincia ecclesiastica di Gorizia fu istituita il 18 aprile 1752 da papa Benedetto XIV e comprendeva inizialmente tutte le diocesi suffraganee che erano appartenute al patriarcato di Aquileia e che si trovavano fuori dai territori della repubblica di Venezia, ossia le diocesi di Como, Trento, Pedena e Trieste. Ebbe tuttavia vita breve: infatti la sede metropolitana e la provincia ecclesiastica goriziane furono soppresse l'8 marzo 1788 da papa Pio VI.
La provincia ecclesiastica fu restaurata il 27 luglio 1830 da Pio VIII con il nome di Gorizia e Gradisca, ed ebbe giurisdizione sulle diocesi di Lubiana e di Veglia, e sulle sedi unite aeque principaliter di Trieste e Capodistria e di Parenzo e Pola.
La provincia ecclesiastica di Gorizia e Gradisca rimase immutata per oltre un secolo. Negli anni Trenta del XX secolo le diocesi di Veglia e di Lubiana divennero immediatamente soggette alla Santa Sede per disposizione di Pio XI; la stessa sorte toccò alla diocesi di Parenzo e Pola nel secondo dopoguerra. Infine il 17 ottobre 1977, dopo lo scioglimento dell'unione aeque principaliter con Trieste, la sede di Capodistria entrò a far parte della provincia ecclesiastica di Lubiana, elevata contestualmente al rango di sede metropolitana da Giovanni Paolo II.
L'ultima modifica risale al 30 settembre 1986, quando la provincia ecclesiastica ha assunto il nome di Gorizia, mentre Gradisca è diventata una sede titolare. La provincia ecclesiastica è oggi formata dall'arcidiocesi di Gorizia e da una sola diocesi suffraganea, la diocesi di Trieste.

## Storia
L'arcidiocesi fu eretta il 6 luglio 1751 con la bolla Iniuncta nobis di papa Benedetto XIV, con la quale il pontefice ratificava un accordo tra i governi austriaco e veneziano, che prevedeva la soppressione del patriarcato di Aquileia e la sua divisione in due nuove circoscrizioni ecclesiastiche: l'arcidiocesi di Udine, cui fu assegnata la giurisdizione sulle terre sotto il dominio della Serenissima; e l'arcidiocesi di Gorizia, cui toccarono le terre sotto il dominio asburgico.
Con la Iniuncta nobis perciò il papa soppresse il patriarcato e contestualmente eresse l'arcidiocesi di Gorizia. Questa decisione fu confermata dallo stesso papa con la bolla Sacrosanctae militantis ecclesiae del 18 aprile 1752, con la quale il pontefice definì tutte le questioni accessorie, tra cui l'istituzione del capitolo dei canonici e il numero delle diocesi suffraganee della nuova sede metropolitana, ossia tutte quelle dell'antico patriarcato al di fuori dei territori della Serenissima. Il territorio dell'arcidiocesi era vastissimo e comprendeva la contea di Gorizia e parti della Stiria, della Carinzia, della Carniola e la maggior parte dell'odierna Slovenia, ad eccezione dell'enclave di Lubiana.. In memoria degli antichi fasti patriarcali nel 1766 Giuseppe II concesse all'Arcivescovo di Gorizia il titolo di principe del Sacro Romano Impero.
Fu nominato primo arcivescovo Karl Michael von Attems, già vicario apostolico per le terre imperiali del patriarcato aquileiese; egli celebrò un sinodo provinciale nel 1768 al quale parteciparono non solo i suoi suffraganei, ma anche rappresentanti delle diocesi della Serenissima, che avevano porzioni di territorio nell'Impero asburgico. Gli succedette Rudolf Joseph von Edling, già canonico di Aquileia e decano del capitolo metropolitano di Gorizia; a causa della sua opposizione alla politica religiosa dell'imperatore Giuseppe II, in particolare all'editto di tolleranza, fu costretto a dimettersi nel 1784 e confinato a Lodi in Lombardia, dove morì.
Dopo quattro anni di sede vacante, su pressione dell'imperatore l'arcidiocesi venne soppressa da papa Pio VI con la bolla In universa gregis dell'8 marzo 1788; il titolo arcivescovile fu trasferito a Lubiana insieme a buona parte del territorio dell'antica sede metropolitana; con ciò che restava del territorio goriziano fu eretta nell'agosto dello stesso anno la nuova diocesi di Gradisca, dove si trasferì il capitolo, mentre la curia rimase a Gorizia.
Morto l'imperatore Giuseppe II, il 12 settembre 1791 con la bolla Recti prudentisque lo stesso papa Pio VI ristabilì la città di Gorizia come sede vescovile con il trasferimento della cattedrale dalla chiesa dei Santi Pietro e Paolo di Gradisca alla chiesa di Sant'Ilario di Gorizia; contestualmente la diocesi assunse il nome di diocesi di Gorizia e Gradisca, suffraganea dell'arcidiocesi di Lubiana.
Il 19 agosto 1807, in virtù della bolla Quaedam tenebrosa di papa Pio VII, divenne immediatamente soggetta alla Santa Sede.
Nel 1818, in forza della bolla De salute Dominici gregis, furono modificati i confini diocesani: cedette 10 parrocchie con 8 curazie alla diocesi di Udine, ma contestualmente si ingrandì con la parrocchia di Grado, ceduta dal patriarcato di Venezia, e 13 parrocchie con 34 curazie già appartenute alla diocesi di Udine. Nello stesso anno fu riaperto il seminario diocesano, che era stato chiuso all'epoca di Giuseppe II.
Il 27 luglio 1830 riottenne, a scapito di Lubiana, la dignità arcivescovile e metropolitica con la bolla Insuper eminenti di papa Pio VIII, con giurisdizione sulle chiese della parte centro-meridionale del regno d'Illiria.
Al termine della prima guerra mondiale l'arcidiocesi si trovò divisa dal nuovo confine di Stato, con la parte slovena che ora si trovava nel regno di Jugoslavia, mentre la maggior parte del territorio era inclusa nel regno d'Italia.
Il 20 febbraio 1932, in seguito alla bolla Quo Christi fideles di papa Pio XI, incorporò i decanati di Idria e di Vipacco, che erano appartenuti alla diocesi di Lubiana, suffraganea dell'arcidiocesi goriziana fino alla fine della prima guerra mondiale e oggi nuovamente arcidiocesi.
Al termine della seconda guerra mondiale, la parte italiana dell'arcidiocesi, a causa della modifica del confine di Stato, si trovò ridotta di molto rispetto alla situazione precedente. A seguito del trattato di pace del 10 febbraio 1947 una larga parte del territorio diocesano, venutasi a trovare in territorio jugoslavo, fu dapprima eretta in amministrazione apostolica (primo amministratore apostolico fu il sacerdote Franc Močnik) e successivamente, il 17 ottobre 1977, aggregata alla diocesi di Capodistria. Inoltre la provincia ecclesiastica perse le diocesi in territorio jugoslavo e oggi comprende la sola diocesi di Trieste.
Il 30 settembre 1986, in forza del decreto Cum procedere della Congregazione per i vescovi, l'arcidiocesi ha assunto il nome attuale e Gradisca è divenuta sede arcivescovile titolare.
L'arcidiocesi ha ricevuto la visita pastorale dei papi Giovanni Paolo II nel 1990, di Benedetto XVI nel 2011, e di Francesco nel 2014.

## Cronotassi dei vescovi
Si omettono i periodi di sede vacante non superiori ai 2 anni o non storicamente accertati.
- Karl Michael von Attems † (24 aprile 1752 - 18 febbraio 1774 deceduto)
- Rudolf Joseph von Edling † (27 giugno 1774 - 13 agosto 1784 dimesso)
  - Sede vacante (1784-1788)
  - Sede soppressa (1788-1791)
- Franz Philipp von Inzaghi † (12 settembre 1791 - 3 dicembre 1816 deceduto)
- Joseph Walland † (2 ottobre 1818 - 11 maggio 1834 deceduto)
- Franz Xavier Luschin † (6 aprile 1835 - 2 maggio 1854 deceduto)
- Andreas Gollmayr † (23 marzo 1855 - 17 marzo 1883 deceduto)
- Luigi Mattia Zorn † (9 agosto 1883 - 9 luglio 1897 deceduto)
- Jakob Missia † (24 marzo 1898 - 23 marzo 1902 deceduto)
- Andrea Jordán † (9 giugno 1902 - 4 ottobre 1905 deceduto)
- Francesco Borgia Sedej † (21 febbraio 1906 - 25 ottobre 1931 dimesso[10])
  - Sede vacante (1931-1934)
- Carlo Margotti † (25 luglio 1934 - 31 luglio 1951 deceduto)
- Giacinto Giovanni Ambrosi, O.F.M.Cap. † (28 novembre 1951 - 19 marzo 1962 dimesso[11])
- Andrea Pangrazio † (4 aprile 1962 - 2 febbraio 1967 nominato arcivescovo, titolo personale, di Porto e Santa Rufina)
- Pietro Cocolin † (26 giugno 1967 - 11 gennaio 1982 deceduto)
- Antonio Vitale Bommarco, O.F.M.Conv. † (11 novembre 1982 - 2 giugno 1999 ritirato)
- Dino De Antoni † (2 giugno 1999 - 28 giugno 2012 ritirato)
- Carlo Roberto Maria Redaelli, dal 28 giugno 2012

## Statistiche
L'arcidiocesi nel 2023 su una popolazione di 182.029 persone contava 167.725 battezzati, corrispondenti al 92,1% del totale.
| anno | popolazione | popolazione | popolazione | presbiteri | presbiteri | presbiteri | presbiteri                | diaconi | religiosi | religiosi | parrocchie |
| anno | battezzati  | totale      | %           | numero     | secolari   | regolari   | battezzati per presbitero | diaconi | uomini    | donne     | parrocchie |
| ---- | ----------- | ----------- | ----------- | ---------- | ---------- | ---------- | ------------------------- | ------- | --------- | --------- | ---------- |
| 1950 | 169.440     | 169.530     | 99,9        | 229        | 184        | 45         | 739                       |         | 96        | 574       | 86         |
| 1970 | 174.000     | 175.000     | 99,4        | 237        | 173        | 64         | 734                       |         | 87        | 663       | 102        |
| 1980 | 184.560     | 189.800     | 97,2        | 201        | 158        | 43         | 918                       | 1       | 68        | 599       | 107        |
| 1990 | 182.000     | 183.700     | 99,1        | 172        | 138        | 34         | 1.058                     |         | 52        | 493       | 91         |
| 1999 | 180.600     | 181.900     | 99,3        | 158        | 121        | 37         | 1.143                     | 8       | 48        | 379       | 90         |
| 2000 | 179.300     | 180.400     | 99,4        | 161        | 123        | 38         | 1.113                     | 8       | 48        | 398       | 90         |
| 2001 | 180.000     | 182.500     | 98,6        | 157        | 120        | 37         | 1.146                     | 8       | 47        | 383       | 90         |
| 2002 | 180.000     | 181.600     | 99,1        | 151        | 114        | 37         | 1.192                     | 9       | 47        | 388       | 90         |
| 2003 | 180.000     | 181.700     | 99,1        | 141        | 111        | 30         | 1.276                     | 10      | 38        | 372       | 90         |
| 2004 | 180.000     | 182.600     | 98,6        | 141        | 109        | 32         | 1.276                     |         | 41        | 330       | 90         |
| 2006 | 179.500     | 182.200     | 98,5        | 141        | 112        | 29         | 1.273                     | 12      | 35        | 317       | 90         |
| 2013 | 177.700     | 185.667     | 95,7        | 113        | 97         | 16         | 1.572                     | 13      | 23        | 248       | 90         |
| 2016 | 171.859     | 183.827     | 93,5        | 110        | 93         | 17         | 1.562                     | 13      | 24        | 220       | 90         |
| 2019 | 169.000     | 180.800     | 93,5        | 98         | 84         | 14         | 1.724                     | 12      | 18        | 180       | 90         |
| 2021 | 175.300     | 183.384     | 95,6        | 98         | 84         | 14         | 1.788                     | 12      | 18        | 180       | 90         |
| 2023 | 167.725     | 182.029     | 92,1        | 87         | 69         | 18         | 1.927                     | 11      | 28        | 93        | 90         |